# Industriefotografie

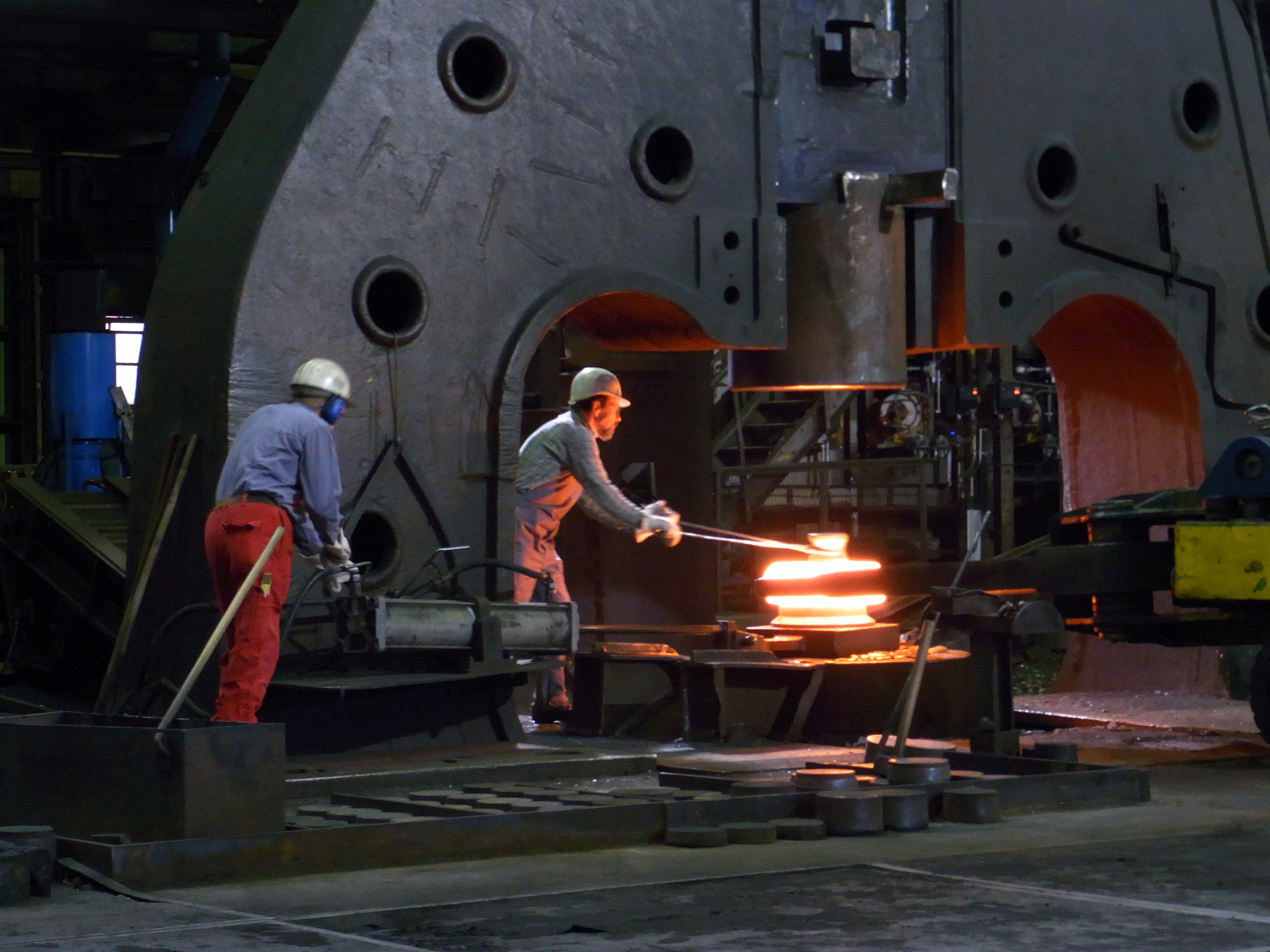
Fotografie im Produktionsprozess: Radreifen im Bochumer Verein

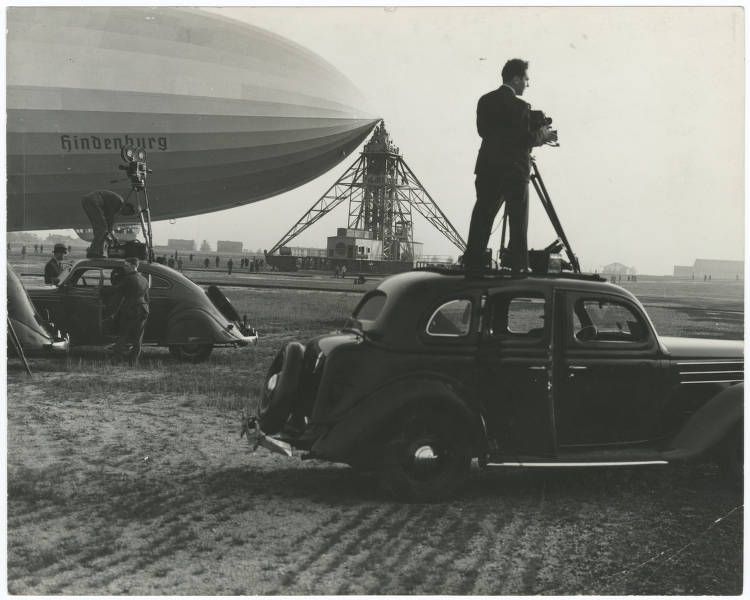
Kamerateams an der Hindenburg

Die Industriefotografie befasst sich mit der fotografischen Darstellung von Motiven der industriellen Produktion. Der Schwerpunkt liegt auf den Produktionsmitteln, dem Fertigungsprozess oder im weiteren Sinne deren Auswirkungen. Im Gegensatz dazu steht die Produktfotografie mit ihrem Fokus auf das produzierte Gut. Industriefotografie steht auch in enger Beziehung zur Architektur- und Landschaftsfotografie.

## Aspekte
Industriefotografie wird als Gebrauchsfotografie von den Unternehmen selbst zur Außendarstellung genutzt, um das Unternehmen oder die technische Entwicklung und Leistungsfähigkeit zu präsentieren.
Als künstlerische oder dokumentarische Fotografie ist die Auseinandersetzung mit Motiven der Industriekultur zu verstehen.

## Anforderungen

### Anforderungen der Objekte
Die Industriefotografie gilt als höchst anspruchsvoll im Hinblick auf Technik und Strategien. Dies wird begründet durch:
- Hoher Anspruch der Auftraggeber an Qualität und Aussage
- sehr unterschiedliche Maßstäbe der Objekte vom Chip bis hin zu Fertigungsstraßen und Objekten des Anlagenbaus
- sehr unterschiedliche Lichtverhältnisse (Innen- oder Außenaufnahmen), auch mit Mischlicht
- hohe Ansprüche an die Kameratechnik (Groß- und Mittelformate) oder die Lichterzeugung mit Generatoren
- enormer Zeitdruck, wenn die Aufnahme vorbereitet wird und gleichzeitig die Anlage stillstehen muss oder im Sondermaschinenbau die Anlage nur für ein enges Zeitfenster zur Verfügung steht
- gleichzeitiges Auftreten von bewegten Bildelementen (Menschen oder Maschinen) und statischen Bildelementen
- Notwendigkeit des Verständnis des Fotografen für den abzulichtenden Prozess
- ein Umfeld, was durch Lärm, Öl und Emissionen geprägt sein kann oder, konträr, wie in einem Reinraum menschenwidrig sein kann.

### Anforderung hinsichtlich der Ausrüstung
Die Anforderung an Können und Erfahrung des Fotografen sowie an die Ausrüstung zählen im Bereich der Fotografie zu den anspruchsvollsten Einsatzgebieten. Die Ausrüstung ist in Bezug auf Investition (Kameras und Optiken), Gewicht (Einsatz der Generatorentechnik für Licht und Blitze) und Volumen (Stative und Leuchtboxen) bisweilen sehr umfangreich.

### Ambivalente Anforderungen
Die Industriefotografie erfordert oft nicht nur die Darstellung von Technik im Kontext ihrer Funktionalität. Hinzu kommen auch Aspekte der Portraitfotografie von Menschen, die bei ihrer industriellen Tätigkeit abgebildet werden sollen.
Ambivalente Anforderungen können sich, innerhalb eines Auftrags an den Industriefotografen, auch ergeben, weil der Auftraggeber sowohl eine Produktionseinrichtung als auch das dort gefertigte Produkt im Bild sehen möchte. So tritt neben eine klassische Industriefotografie auch eine Produktfotografie bis hin zu Tätigkeiten im Fotostudio mit komplett anderen Anforderungen.
Diese Aspekte können noch durch fotografische Reportagen erweitert sein bis hin zum Erstellen von Video- oder Filmmaterialien.

### Bedeutung einer Bildsprache
Industriebetriebe haben als Auftraggeber klare Vorgaben an die Fotografen. Zu diesen Vorgaben kann eine definierte Bildsprache zählen, die aus dem Corporate Design abgeleitet wurde. Ziel einer solchen Bildsprache ist es das Unternehmen klar, authentisch und wiedererkennbar in Fotografien umzusetzen und zwar unabhängig davon, welcher Fotograf beauftragt wurde. Für Unternehmen die weltweite Standorte haben und regionale Aufträge vergeben ist dies wichtig.

### Themenvorgabe
Im Rahmen eines Briefings zu einer Auftragsarbeit legt der Auftraggeber fest, welche Aussagen oder Objekte der Fotograf bearbeiten soll. Themen können sein:
- effizienter und effektiver Produktionsmitteleinsatz um Ressourcen zu schonen
- komplexe Fertigungsprozesse transparent zu visualisieren
- Modernitätsgrad oder hohe Produktivität widerspiegeln
- Umsetzung gesetzlicher Vorgaben
- Arbeitssicherheit
- Arbeitsplatzzufriedenheit
- Umweltschutz
- Kompetenz und Know-how.

### Rolle der digitalen Nachbearbeitung
Aufgrund der oft widrigen Arbeitsbedingungen sind nachträgliche Arbeiten im Post Processing unumgänglich. Anlagen im Fertigungseinsatz weisen in der Regel stets Problemzonen auf, deren Beseitigung an Ort und Stelle nicht möglich ist.
Was in der analogen Fotografie Aufgabe von Retuscheuren war, leisten heute digitale Bildbearbeitungsprogramme. Neben der originären Generierung einer Bilddatei muss der Fotograf auch dies beherrschen. Fotografisches Ausgangsmaterial ist üblicherweise eine Bilddatei im RAW-Format, um den größtmöglichen Spielraum der Nachbearbeitung hinsichtlich Farbe, Kontrast, Weißabgleich, Filtern, Gradation, Verzerrungsausgleich, Helligkeit, Freistellung etc. zu erhalten.
In der Industriefotografie ist diese Nachbearbeitung deswegen so bedeutend, weil verschiedene Faktoren zum Zeitpunkt der Bilderstellung suboptimal waren. Beispiele solcher Problemzonen im Bild können sein:
- störenden Bildelemente, wie logistische Elemente, Staub, Schmutz, Dokumentationsmittel, Wartungselemente etc.
- falsche Bildelemente, wie eine optische Störungsmeldungen, weil die Anlage angehalten wurde, um das Bild zu machen
- unerwünschte Bildelemente, wie Reflexionen und Spiegelungen, Mischlichteinflüsse etc.

Sofern, wie oft in der Lebensmittel- oder Pharmaindustrie, der Auftraggeber eine möglichst kühle, fast klinische Bilddarstellung wünscht, werden in der digitalen Bildbearbeitung die Bilder auf eine maximale Aussage getrimmt.

## Geschichte
Die Geschichte der Industriefotografie ist so alt wie die Fotografie. Die frühen Fotografien in der Mitte des 19. Jahrhunderts waren oft sozialkritische oder technikkritische Fotografien, die den Menschen in einem "feindlichen" industriellen Umfeld zeigten. Industriefotografie als Auftragsarbeit war überwiegend für Darstellungen in Broschüren, Jahrbüchern gedacht, aber auch schon sehr früh zur Illustration von Geschäftsberichten von Aktiengesellschaften, die der Publizitätspflicht unterliegen.
Später wurde die Industriefotografie auch zu einem Mittel der Propaganda, in Deutschland während des Ersten oder des Zweiten Weltkrieges. Insbesondere die Nationalsozialisten sahen in der Industriefotografie ein Mittel, um der Bevölkerung vor Augen zu führen, welche Massen von Waffen produziert wurden.
Nach dem Krieg ging es mehr darum Industriestandorte positiv herauszustellen oder den Wandel der Industrielandschaft, etwa im Ruhrgebiet festzuhalten. So erhielt der Fotograf Alfred Ehrhardt, um ein Beispiel zu nennen, den Auftrag Bilder für eine Veröffentlichung der Handelskammer mit dem Titel "Hamburg als Industrieplatz" anzufertigen. Man wollte dem Eindruck vorbeugen, die Hansestadt sei vorwiegend ein Hafen- und Handelsplatz. Von Februar bis März 1952 fotografierte Ehrhardt in Hamburg unter anderem Betriebe wie Shell, Montblanc, Sanella, Steinway & Sons, Carl Kühne, die Allgemeine Telefonfabrik, das Bergedorfer und das Ottenser Eisenwerk.
In der Gegenwart ist Industriefotografie überwiegend ein Mittel der Werbung, Öffentlichkeitsarbeit und für Industriereportagen. Unternehmen beauftragen Fotografen, die industrielle Produktion fotografisch abzubilden. Industriefotografie soll zeigen, wie effizient und effektiv Produktionsmittel eingesetzt werden, komplexe Fertigungsprozesse transparent zu visualisieren, den Modernitätsgrad widerspiegeln oder auch aufzeigen, wie Aspekte von Arbeitssicherheit, Arbeitsplatzzufriedenheit und Umweltschutz aktiver Teil der unternehmerischen Tätigkeit ist. Der Industriefotograf ist Mittler bei dem Blick hinter die Kulissen des Unternehmens. Diese Fotografien werden dann in der Werbung, für Broschüren oder für Internetauftritte eingesetzt. Aufnahmen die Industrieverbände benötigen, werden meist von den Mitgliedern aus der Industrie für den Verband bereitgestellt.
In postindustriellen Zeiten, unter den Vorzeichen des industriellen Wandels, bezeichnen Fotografen des Genres heute ihr Tätigkeitsfeld auch als Businessfotografie.

## Ausbildung
Die Industriefotografie ist einer der Schwerpunkte der handwerklichen 3-jährigen Ausbildung Fotograf.

## Bekannte Fotografen
- Bernd und Hilla Becher
- Alfred Ehrhardt
- Marcus Schwier
- Jakob Tuggener
- Heinrich Heidersberger